# HD 81134
HD 81134，又名CD-39 5446，SAO 200299、HR 3729，是一颗恒星，视星等为6.54，位于銀經265.17，銀緯7.32，其B1900.0坐标为赤經9h 18m 40.6s，赤緯-39° 7.32′ 58″。